# Forza d'Agrò
Forza d'Agrò est une commune italienne de la province de Messine, dans la région Sicile.

## Géographie
Le village se situe sur une colline à pente raide près du lieu où l'Agro se jette dans la mer.

## Histoire
En 1117, le village a été donné par Roger II de Sicile au monastère orthodoxe grec basilien Santi Pietro e Paolo, qui a été fondé à cette époque.

## Administration
| Période                                  | Période  | Identité          | Étiquette | Qualité        |
| ---------------------------------------- | -------- | ----------------- | --------- | -------------- |
| Depuis le 06/07/2009                     | En cours | Avv Fabio Di Cara |           | avocat/juriste |
| Les données manquantes sont à compléter. |          |                   |           |                |

### Hameaux
Fondaco Prete, Scifì

### Communes limitrophes
Casalvecchio Siculo, Gallodoro, Letojanni, Limina, Mongiuffi Melia, Sant'Alessio Siculo, Savoca